# Atlanta Silverbacks Park
Der Atlanta Silverbacks Park ist ein Fußball- und Rugbystadion in der US-amerikanischen Stadt Chamblee im Großraum Atlanta im Bundesstaat Georgia.

## Geschichte
Der Bau begann im Jahr 2004 und 2006 wurde das Stadion fertiggestellt.
Das Stadion wurde für das Fußballfranchise Atlanta Silverbacks erbaut, seit 2011 trägt dort aber auch das Rugbyfranchise Atlanta Renegades Rugby Football Club seine Heimspiele aus.
Langfristig soll es zu einem Stadion nach internationalen Standards mit einer Kapazität von 15.000 Zuschauern ausgebaut werden. Es soll dann auch Trainingsplätze, ein Clubhaus, einen Pool und einen Fitnesscenter beinhalten.